# أليكس تشيلتون
أليكس تشيلتون (بالإنجليزية: Alex Chilton) هو عازف قيثارة وموسيقي ومغني ومنتج أسطوانات وكاتب أغاني ومغن مؤلف أمريكي، ولد في 28 ديسمبر 1950 في ممفيس في الولايات المتحدة، وتوفي في 17 مارس 2010 في نيو أورلينز في الولايات المتحدة بسبب نوبة قلبية.

## وصلات خارجية
- أليكس تشيلتون على موقع IMDb (الإنجليزية)
- أليكس تشيلتون على موقع الموسوعة البريطانية (الإنجليزية)
- أليكس تشيلتون على موقع ميوزك برينز (الإنجليزية)
- أليكس تشيلتون على موقع رولينغ ستون (الإنجليزية)
- أليكس تشيلتون على موقع إن إن دي بي (الإنجليزية)
- أليكس تشيلتون على موقع أول ميوزيك (الإنجليزية)
- أليكس تشيلتون على موقع ديسكوغز (الإنجليزية)
- أليكس تشيلتون على موقع قاعدة بيانات الفيلم (الإنجليزية)